# Éponge siliceuse
Les éponges siliceuses ne forment peut-être pas un clade monophylétique, mais le terme désigne les éponges qui possèdent des spicules siliceux. Selon le nombre d'axes que possèdent ces spicules, on distingue deux clades d'éponges siliceuses :
- les démosponges, qui possèdent des spicules à 1 et 4 pointes ;
- les éponges hexactinellides, dont les spicules sont à 6 pointes.